# Mortepierre

Mortepierre est une série de bande dessinée d'heroic fantasy créée par le scénariste Brice Tarvel, le dessinateur Mohamed Aouamri et le coloriste Yves Lencot dont les cinq volumes ont été publiés par Soleil Productions entre 1995 et 2005. Rafa Garres a remplacé Aouamri sur le cinquième volume et Laurence Quilici Lencot sur le troisième.
Tarvel a également créé une série dérivée dessinée par Christian Verhaeghe, Les Contes de Mortepierre, dont deux volumes ont été publiées par Soleil en 2004 et 2006.

## Albums
- Brice Tarvel (scénario), Mohamed Aouamri (dessin) et Yves Lencot (couleur), Mortepierre, Soleil Productions[1] :

1. La Chair et le Soufre, 1995.
2. Les Guerriers de rouille, 1998.
3. La Mangeuse de lune, 1999. Couleur de Laurence Quilici.
4. Le Sceau de l'ogre, 2002.
5. Le Carnaval funèbre, 2005. Dessin de Rafa Garres.

- Brice Tarvel (scénario), Christian Verhaeghe (dessin), Yves Lencot (couleurs), Les Contes de Mortepierre, Soleil Productions[2] :

1. Florie (2004)
2. La Nuit des chauves-souris (2006)